# 자가 순화
자가 순화(Self-domestication)는 가축화가 일반적으로 인간이 의도적으로 형질을 선택하여 진행되는 것과 달리 스스로 인간과 동거하면서 가축화가 진행된 경우를 말한다. 대표적으로 개와 고양이 같은 사례가 있다. 한편 인간 스스로도 사회를 이루어 생활하면서 보다 사회적 행동에 알맞도록 진화되었다. 이 역시 자가 순화로 파악될 수 있다. 영장류에는 인간 외에도 보노보와 같이 사회적 협력 행동을 하도록 진화된 경우가 있다. 영국 생물학자 리처드 랭험은 다른 종 사이 또는 같은 종 내에서 적대적 공격성을 줄이는 것이 생존에 유리한 상황일 때 자가 순화가 일어날 환경이 형성된다고 설명한다. 사람 역시 자가 순화를 통해 사회성이 강화되었다는 가설은 현생 인류가 구인류보다 상호 교감과 협력을 위한 감정의 공유 같은 사회적 특성을 발달시켜 살아남을 수 있었다고 본다. 스티븐 제이 굴드가 진화의 부산물을 설명하기 위해 도입한 용어인 스팬드럴은 애초에 다른 이유로 발달한 진화적 장치가 환경 변화에 적응하며 부차적 기능을 수행하도록 변형된다는 개념으로 인간의 경우 자가 순화의 결과 유년기의 모습을 유지하는 발달 정지나 남녀의 신체적 차이가 비교적 적은 성적 이형성의 감소 등이 나타나게 되었다.

## 동물
야생 동물이 비교적 공격적 성향을 보이지 않는다면 인간 근처에서 살아갈 때 다른 포식자로 부터 공격당할 위험을 줄일 수 있다. 또한 주변에서 먹이를 구하기 어려운 환경일 때 인간이 먹다 남은 음식을 이용하면 생존에 더 유리하다. 자가 순화를 거친 동물은 인간이 보다 선호하는 모양으로 변화하는 경향이 있다. 털의 색이 옅어지고 귀는 늘어지며, 꼬부라진 꼬리, 작은 치아, 작은 머리뼈, 유년기의 행동이 지속되고, 성적 이형성도 줄어든다.

### 비판
자가 순화 가설은 인간의 뇌 등도 유아형이 유지된다고 설명하지만 일부에서는 유아기의 지속이 아닌 다른 형태의 변형이 일어난 것을 뿐이라는 비판이 있다. 이러한 비판을 하는 측에선 자가 순화 가설이 인간의 진화적 특성을 보다 가까운 인간 속이 아니라 공통조상에서 멀리 떨어진 유인원으로 두는 것을 비판한다.

## 같이 보기
- 순화 (생물학)
- 재래 품종
- 동물행동학
- 사회생물학
- 진화심리학